# Solfs kyrka
Solfs kyrka, också kallad Heliga Trefaldighetskyrkan, ligger i Solf i Korsholm i Österbotten, Finland. Den används av Solfs församling.

## Historia
Den första kyrkan i Solf byggdes år 1626, när församlingen hörde till Malax pastorat. Den var ganska liten och kallades först bönehus. Småningom blev Solf kapellförsamling under Malax med egen präst på orten. Mot slutet av 1700-talet hade befolkningen vuxit så att kyrkan blev för liten, och då den därtill blivit nedsliten var behovet av en ny kyrka uppenbart.
Uppdraget att rita den gick till Johan Elfström, som var verksam vid byggandet av hovrätten i Gamla Vasa (i dag Korsholms kyrka). Han har också ritat kyrkorna i Replot och Pörtom, samtliga ovanliga och vackra i all sin enkelhet. Vid denna tid krävde lagen att kyrkorna skulle byggas av sten på grund av många kyrkobränder, men man fick dispens på grund av svårigheter att få byggnadsmaterial. Solf kyrka invigdes på Trefaldighetssöndagen år 1786, därav namnet ovan, som dock sällan används.

## Inventarier
Det märkligaste och mest omtalade föremålet i kyrkan är altaruppsatsen, som är 90 år äldre än kyrkan. Den inköptes från Hudiksvalls kyrka år 1796. Att den lyftes ut där lär ha berott på att i koret fanns ett fönster som den skymde och dels på att den inte längre var moderiktig i upplysningstidens anda. 
Träarbetena är gjorda av belätesnidaren Måns Jonsson Granlund i Hudiksvall och målningarna av Dionysios Möuchhoven. Den senares namn tyder på att han hade rötter i Holland, det har antagits att han kunde varit son till Hendrick Munnichhoven, en holländsk målare verksam i Sverige 1650-64.
Kyrkans orgel restaurerades och förstorades avsevärt år 1983, Kangasala orgelfabriks sista verk.
Utvändigt målades kyrkan år 1988 och 1994 gjordes en stor renovering. Altaruppsatsen har restaurerats två gånger.